# Ctenochasma
Ctenochasma – rodzaj późnojurajskiego pterozaura z grupy pterodaktyli. We Francji i Niemczech zidentyfikowano 3 gatunki. Najmniejszy z nich, Ctenochasma elegans, miał tylko 25 cm rozpiętości skrzydeł. Rodzaj ten jest rozpoznawany dzięki charakterystycznym szczękom zawierającym 250 grzebieniastych zębów służących do filtrowania wody.
Etymologia nazwy rodzajowej: gr. κτεις kteis, κτενος ktenos „grzebień”; χασμα khasma „otwarte, rozdziawione usta”.

## Gatunki
- C. roemeri
- C. elegans
- C. taqueti